# Loral O'Hara
Loral O'Hara, född 3 maj 1983 i Houston, Texas, är en amerikansk astronaut uttagen i astronautgrupp 22 i juni 2017.
Hon gjorde sin första rymdfärd med Sojuz MS-24.

## Rymdfärder
- Expedition 69 / Expedition 70 / Sojuz MS-24